# Том і Джеррі: Шерлок Холмс
«Том і Джеррі: Шерлок Холмс» (англ. Tom and Jerry Meet Sherlock Holmes) — американський мальований повнометражний мультфільм, який вийшов 24 серпня 2010 року відразу на DVD, без попереднього показу в кінотеатрах.

## Сюжет
У Лондоні відбулася серія крадіжок коштовностей. Знаменитий англійський детектив Шерлок Холмс вирішує розгадати цю загадку. Але йому постійно заважають Том і Джеррі, які випадково зустрілися на вулицях Лондона. В результаті довгих розслідувань вони беруть до своєї команди місцеву співачку Ред, яку поліція несправедливо вважає винною у злочині. Під час розслідування Шерлок Холмс та його помічник доктор Ватсон заходять у глухий кут, але Том, Джеррі, Ред і кузен Джеррі Таффі, який приєднався до них, розслідують злочин самотужки. Знайшовши злочинця, вони потрапляють до пастки, але тут з'являється Шерлок Холмс, який все зрозумів та вступає в боротьбу зі злочинцем. Ним виявляється старий ворог детектива професор Моріарті. В результаті боротьби, лиходій падає в річку, а Шерлок рятується сам і рятує знайдені коштовності. Але тут знову починається гонитва…

## Ролі озвучували
- Біллі Вест — Том (в титрах не вказаний)
- Майкл Йорк — Шерлок Холмс
- Джон Ріс-Девіс — доктор Ватсон
- Малкольм Макдавелл — професор Моріарті
- Грей Делайл — Ред[en]
- Джефф Бергман — Батч[en] / Друпі[en]
- Філ Ламарр[ru] — Спайк[en] / один з поліцейських
- Грег Елліс[en] — Тін / сержант
- Джесс Харнелл[en] — Пем / Бретт Джеремі
- Річард Макґонагл[en] — Алі / один з поліцейських
- Кет Сьюсі[ru] — Таффі[en]
- Том Кенні — різні другорядні персонажі

## Російський дубляж
- Володимир Герасимов — диктор, Шерлок Холмс, Спайк, епізоди
- Михайло Тихонов — професор Моріарті, епізоди
- Олександр Новіков — Доктор Ватсон, Бутч, епізоди
- Вероніка Саркісова — Ред
- Дмитро Філімонов — Друпі, епізоди
- Ольга Шорохова — Таффі